# 郑球
郑球（？—308年），字子瑜，荥阳郡开封（今河南开封）人。西晋官員。祖父鄭袤，父亲郑默。
郑球少辟入宰府，入侍二宫。成都王司马颖为大将军，讨赵王司马伦，郑球自顿丘太守为右长史，因功封平寿公。历任侍中、尚书、散骑常侍、中护军、尚书右仆射，领吏部。永嘉二年（308年）去世，追赠金紫光禄大夫，谥号元。郑球弟郑豫，永嘉末为尚书。